# برتا (مجموعه تلویزیونی)
برتا (به انگلیسی: Bertha) در ایران با نام برتا ماشین همه‌کاره پخش شد، مجموعه تلویزیونی محصول سال ۱۹۸۵ تا ۱۹۸۶ است. در این مجموعه تلویزیونی بازیگرانی همچون روی کینیر، شیلا واکر به عنوان صداپیشه ایفای نقش کرده‌اند. برتا یک مجموعه تلویزیونی کودکانه ۱۳ قسمتی بریتانیایی به روش استاپ‌موشن دربارهٔ یک ماشین کارخانه‌ای به همین نام است که از سال ۱۹۸۵ تا ۱۹۸۶ پخش شد. تمام شخصیت‌ها توسط آیور وود طراحی شده‌اند و این مجموعه توسط شرکت او، وودلند انیمیشنز، تولید شده است. این مجموعه از تلویزیون بی‌بی‌سی پخش شد. این مجموعه قرار بود جایگزینی برای مجموعه پت پست‌چی باشد، تا اینکه سری دوم آن در سال ۱۹۹۶ پخش شد.